# Obunerwce
Obunerwce (Amphineura) – podtyp mięczaków (Mollusca) o prymitywnej budowie, wyróżniany przez część systematyków na podstawie braku czułków, oczu, statocyst i szczęki, oraz obecności słabo wykształconego worka trzewiowego. Nazwa Amphineura była synonimizowana z Aculifera lub Polyplacophora. 
Tradycyjnie do obunerwców zaliczano 2 gromady:
- chitony (Polyplacophora), których muszlę tworzą dachówkowato zachodzące na siebie płytki,
- bruzdobrzuchy (Solenogastres), u których brak muszli.

W analizach filogenetycznych obunerwce zaliczane są wraz z tarczonogimi (Caudofoveata) do kladu igłoskórych (Aculifera) – siostrzanego dla muszlowców (Conchifera):